# Championnat de France féminin de handball 2008-2009
Navigation
Division 1F 2007-2008 Division 1F 2009-2010
Le championnat de France féminin de handball 2008-2009 est la cinquante-septième édition de cette compétition. Le championnat de Division 1 est le plus haut niveau du championnat de France de ce sport. Onze clubs participent à la compétition.
À la fin de la saison, le HB Metz métropole est désigné champion de France lors de la dernière journée en battant son dauphin, Le Havre, 24 à 20. Il s'agit du 16e titre de l'histoire du HB Metz métropole et son 6e consécutif.
Le Handball féminin Arvor 29, dernier du classement, est finalement repêché à la suite des relégations administratives d'Issy-les-Moulineaux et de l'ES Besançon,,.

## Clubs du championnat
Légende des couleurs
- Champion de France et qualifié pour la Ligue des champions 2008-2009
- Qualifié pour la Coupe d'Europe des vainqueurs de coupe 2008-2009
- Qualifié pour la Coupe de l'EHF 2008-2009
- Qualifié pour la Coupe Challenge 2008-2009
- Promu de deuxième division

| Club                    | 2007-2008 | Entraîneur                   | Entraîneur | Salles                                                 | Capacité |
| ----------------------- | --------- | ---------------------------- | ---------- | ------------------------------------------------------ | -------- |
| Metz Handball           | 1er       | Sandor Rac                   |            | Palais omnisports Les Arènes                           | 5000     |
| Le Havre AC Handball    | 2e        | Frédéric Bougeant            |            | Docks Océane                                           | 3600     |
| Issy-les-Moulineaux HBF | 3e        | Arnaud Gandais               |            | ??                                                     | 3700     |
| Cercle Dijon Bourgogne  | 4e        | Elena Groposila Pierre Terzi | /          | Palais des sports Jean-Michel-Geoffroy                 | 3700     |
| HBC Nîmes               | 5e        | Manuela Ilie                 | /          | Le Parnasse                                            | 3391     |
| ES Besançon             | 6e        | Jan Bašný                    |            | Palais des sports                                      | 2900     |
| US Mios-Biganos         | 7e        | Emmanuel Mayonnade           |            | La Verrerie                                            | 400      |
| SC Angoulême            | 9e        | Daniela Petković             | ?          | Salle omnisports de la Grand Font                      | 560      |
| CJF Fleury-les-Aubrais  | 10e       | Stéphane Nicol               |            | Salle Albert Auger Palais des sports                   | 800 2500 |
| Arvor 29-Pays de Brest  | 1er D2    | Thierry Guégan               |            | Espace Kerjézéquel                                     | 1000     |
| Toulon Saint-Cyr VHB    | 2e D2     | Yann Joannel                 |            | Gymnase de Vert Coteau Palais des sports Jauréguiberry | 600 4350 |

Remarque :
- Mérignac Handball, 8e de première division, est rétrogradé pour des raisons économiques à l'issue de la saison 2007-2008

## La saison

### Classement
|    | Équipe                        | Pts | J  | G  | N | P  | Bp  | Bc  | Diff |
| -- | ----------------------------- | --- | -- | -- | - | -- | --- | --- | ---- |
| 1  | HB Metz métropole (T) (L)     | 55  | 20 | 17 | 1 | 2  | 619 | 491 | 128  |
| 2  | Le Havre AC                   | 51  | 20 | 15 | 1 | 4  | 547 | 460 | 87   |
| 3  | HBC Nîmes                     | 48  | 20 | 13 | 2 | 5  | 583 | 531 | 52   |
| 4  | Issy-les-Moulineaux HBF (Rel) | 46  | 20 | 13 | 0 | 7  | 573 | 523 | 50   |
| 5  | US Mios-Biganos (C)           | 44  | 20 | 11 | 2 | 7  | 630 | 616 | 14   |
| 6  | ES Besançon (Rel)             | 42  | 20 | 10 | 2 | 8  | 549 | 536 | 13   |
| 7  | Cercle Dijon Bourgogne        | 40  | 20 | 8  | 4 | 8  | 534 | 530 | 4    |
| 8  | CJF Fleury-Les-Aubrais        | 33  | 20 | 6  | 1 | 13 | 546 | 576 | -30  |
| 9  | SC Angoulême                  | 29  | 20 | 4  | 1 | 15 | 507 | 591 | -84  |
| 10 | Toulon Saint-Cyr VHB (P)      | 26  | 20 | 3  | 0 | 17 | 511 | 607 | -96  |
| 11 | Arvor 29 (P) (Rep)            | 26  | 20 | 2  | 2 | 16 | 511 | 649 | -138 |

|     | Champion, qualifié en Ligue des champions     |
|     | (Rel) Relégation administrative en Division 2 |
|     | (Rep) Repêché                                 |
| (T) | Tenant du titre 2008                          |
| (P) | Promu 2008                                    |
| (C) | Vainqueur de la Coupe de France               |
| (L) | Vainqueur de la Coupe de la Ligue             |

### Résultats
| Résultats (dom.\ext.)                                      | ANG   | ARV   | BES   | DIJ   | FLE   | ISS   | LEH   | MET   | MIO   | NÎM   | TOU   |
| SC Angoulême                                               |       | 40-28 | 20-34 | 25-30 | 29-31 | 20-30 | 16-26 | 25-27 | 30-28 | 26-27 | 31-25 |
| Arvor 29                                                   | 25-25 |       | 26-33 | 28-27 | 30-33 | 29-35 | 21-26 | 27-38 | 29-29 | 19-34 | 31-29 |
| ES Besançon                                                | 23-18 | 30-26 |       | 23-24 | 36-33 | 30-27 | 19-25 | 19-26 | 38-30 | 27-33 | 32-24 |
| Dijon                                                      | 26-19 | 31-20 | 30-30 |       | 25-21 | 26-28 | 24-27 | 27-27 | 24-30 | 28-28 | 33-22 |
| CJF Fleury-Les-Aubrais                                     | 25-26 | 32-25 | 24-25 | 21-28 |       | 31-20 | 31-31 | 23-29 | 24-26 | 30-33 | 20-17 |
| Issy-les-M.                                                | 30-29 | 36-22 | 29-24 | 35-25 | 29-31 |       | 33-25 | 22-28 | 35-24 | 28-23 | 32-18 |
| Le Havre                                                   | 32-23 | 28-21 | 31-23 | 25-22 | 28-24 | 22-20 |       | 22-26 | 27-25 | 36-17 | 31-17 |
| Metz                                                       | 32-23 | 36-20 | 30-25 | 36-19 | 36-28 | 35-24 | 24-20 |       | 43-33 | 29-21 | 36-31 |
| Mios-Biganos                                               | 42-27 | 43-34 | 28-28 | 34-30 | 39-33 | 37-30 | 27-25 | 28-23 |       | 28-33 | 33-31 |
| HBC Nîmes                                                  | 39-27 | 34-25 | 25-22 | 29-29 | 29-21 | 25-28 | 24-25 | 27-26 | 37-29 |       | 35-27 |
| Toulon St-Cyr                                              | 31-28 | 30-25 | 27-28 | 22-26 | 35-30 | 19-22 | 23-35 | 27-32 | 35-37 | 21-30 |       |
| - Victoire à domicile - Match nul - Victoire à l'extérieur |       |       |       |       |       |       |       |       |       |       |       |

## Statistiques et récompenses

### Statistiques
| Rang | Joueuse                   | Club                   | Buts | Champ | Jet de 7m | Matchs | Ratio |
| ---- | ------------------------- | ---------------------- | ---- | ----- | --------- | ------ | ----- |
| 1    | Élodie Mambo N'Cho        | US Mios-Biganos        | 155  | 109   | 46        | 20     | 7,75  |
| 2    | Stéphanie Fiossonangaye   | Cercle Dijon Bourgogne | 132  | 95    | 37        | 20     | 6,60  |
| 3    | Biljana Filipović         | CJF Fleury-Les-Aubrais | 125  | 84    | 41        | 17     | 7,35  |
| 4    | Adeline Gaschet           | SC Angoulême           | 102  | 55    | 47        | 20     | 5,10  |
| 5    | Alice Durand              | ES Besançon            | 95   | 67    | 28        | 18     | 5,28  |
| 5    | Svetlana Ognjenović       | Metz Handball          | 95   | 60    | 35        | 19     | 5,00  |
| 7    | Christine Vanparys-Torres | Le Havre AC            | 90   | 65    | 25        | 19     | 4,74  |
| 7    | Aurélie Hemery            | US Mios-Biganos        | 90   | ?     | ?         | 20     | 4,5   |
| 9    | Cécile Le Goff            | Arvor 29               | 89   | 71    | 18        | 89     | 4,68  |
| 10   | Paula Bredou-Gondo        | Toulon St-Cyr          | 86   | 77    | 9         | 18     | 4,78  |
| 11   | Lenka Kysučanová          | Metz Handball          | 81   | 67    | 14        | 17     | 4,76  |

Ce classement officiel ne tient pas compte des matchs en coupe de la Ligue, ni en coupe de France
- Meilleure passeuse : Myriam Borg-Korfanty (US Mios-Biganos) avec 48 passes (3,0 par match)
- Meilleure gardienne (statistiques) : Amandine Leynaud (HB Metz métropole) avec 243 arrêts (13,3 par match)

### Récompenses
À l'issue du championnat de France, les récompenses suivantes ont été décernées à la Nuit des Étoiles 2009, :
| Poste               | Rang | Joueuse             | Club                    | %       | Poste               | Rang | Joueuse                   | Club                    | %       |
| ------------------- | ---- | ------------------- | ----------------------- | ------- | ------------------- | ---- | ------------------------- | ----------------------- | ------- |
| Joueuses françaises | 1    | Amandine Leynaud    | HB Metz métropole       | 63,66 % | Joueuses étrangères | 1    | Karolina Siódmiak         | Le Havre AC             | 55,26 % |
| Joueuses françaises | 2    | Siraba Dembélé      | Issy-les-Moulineaux HBF | 24,77 % | Joueuses étrangères | 2    | Lenka Kysučanová          | HB Metz métropole       | 29,57 % |
| Joueuses françaises | 3    | Maakan Tounkara     | Le Havre AC             | 11,55 % | Joueuses étrangères | 3    | Ivana Lovrić              | HB Metz métropole       | 15,17 % |
| Gardiennes          | 1    | Amandine Leynaud    | HB Metz métropole       | 75,5 %  | Révélations         | 1    | Blandine Dancette         | HBC Nîmes               | 43,48 % |
| Gardiennes          | 2    | Cléopâtre Darleux   | Issy-les-Moulineaux HBF | 12,74 % | Révélations         | 2    | Claudine Mendy            | Le Havre AC             | 30,42 % |
| Gardiennes          | 3    | Linda Pradel        | Le Havre AC             | 11,76 % | Révélations         | 3    | Audrey Deroin             | Issy-les-Moulineaux HBF | 26,1 %  |
| Ailières gauches    | 1    | Siraba Dembélé      | Issy-les-Moulineaux HBF | 59,8 %  | Ailières droites    | 1    | Katty Piejos              | HB Metz métropole       | 48,48 % |
| Ailières gauches    | 2    | Alice Durand        | ES Besançon             | 24,37 % | Ailières droites    | 2    | Maakan Tounkara           | Le Havre AC             | 42,26 % |
| Ailières gauches    | 3    | Svetlana Ognjenović | HB Metz métropole       | 15,83 % | Ailières droites    | 3    | Karolina Zalewski-Gardoni | Issy-les-Moulineaux HBF | 9,26 %  |
| Arrières gauches    | 1    | Lenka Kysučanová    | HB Metz métropole       | 40,53 % | Arrières droites    | 1    | Nathalie Macra            | HBC Nîmes               | 37,74 % |
| Arrières gauches    | 2    | Élodie Mambo N'Cho  | US Mios-Bigano          | 31,35 % | Arrières droites    | 2    | Camille Ayglon            | HB Metz métropole       | 35,72 % |
| Arrières gauches    | 3    | Sophie Herbrecht    | Issy-les-Moulineaux HBF | 28,13 % | Arrières droites    | 3    | Audrey Deroin             | Issy-les-Moulineaux HBF | 26,54 % |
| Pivots              | 1    | Nina Kanto          | HB Metz métropole       | 52,48 % | Demi-centres        | 1    | Karolina Siódmiak         | Le Havre AC             | 58,11 % |
| Pivots              | 2    | Julie Goiorani      | HBC Nîmes               | 27,83 % | Demi-centres        | 2    | Ivana Lovrić              | HB Metz métropole       | 24,47 % |
| Pivots              | 3    | Paula Bredou-Gondo  | Toulon St-Cyr           | 19,69 % | Demi-centres        | 3    | Allison Pineau            | Issy-les-Moulineaux HBF | 17,42 % |

Concernant les entraîneurs, Sandor Rac (|HBC Nîmes) est distingué avec 44,4 % des votes devant Frédéric Bougeant (Le Havre AC, 28,59 %) et Arnaud Gandais (Issy-les-Moulineaux HBF, 27,01 %).

## Effectif du champion
L'effectif du Handball Metz Moselle Lorraine pour le championnat était composé de :
Gardiennes
- Olivia Costache
- Amandine Leynaud
- Pauline Leythienne

Joueuses de champ
- Camille Ayglon
- Céline Blard
- Hélène François
- Delphine Guehl
- Soraya Hamiti
- Vesna Horaček
- Nina Kanto
- Lenka Kysučanová
- Ivana Lovrić
- Svetlana Ognjenović
- Katty Piejos
- Pavla Poznarová
- Martine Ringayen
- Isabelle Wendling

Entraineur
- Sandor Rac